# Cirrochroa
Cirrochroa là một chi bướm trong phân họ Heliconiinae trong họ Nymphalidae phân bố ở Đông Nam Á.

## Các loài
Các loài trong chi này gồm:
- Cirrochroa aoris Doubleday, 1847 – Large Yeoman
- Cirrochroa clagia (Godart, 1824)
- Cirrochroa emalea (Guérin-Méneville, 1843)
- Cirrochroa eremita Tsukada, 1985
- Cirrochroa imperatrix Grose-Smith, 1894
- Cirrochroa malaya C. & R. Felder, 1860
- Cirrochroa menones Semper, 1888
- Cirrochroa niassica Honrath, 1892
- Cirrochroa nicobarica Wood-Mason, 1881
- Cirrochroa orissa C. & R. Felder, 1860
- Cirrochroa recondita Roos, 1996
- Cirrochroa regina C. & R. Felder, 1867
- Cirrochroa satellita Butler, 1869
- Cirrochroa semiramis C. & R. Felder, 1867
- Cirrochroa surya Moore, 1879
- Cirrochroa thais (Fabricius, 1787)
- Cirrochroa tyche C. & R. Felder, 1861
- Cirrochroa thule C. & R. Felder, 1860